# Cucchiaio di legno

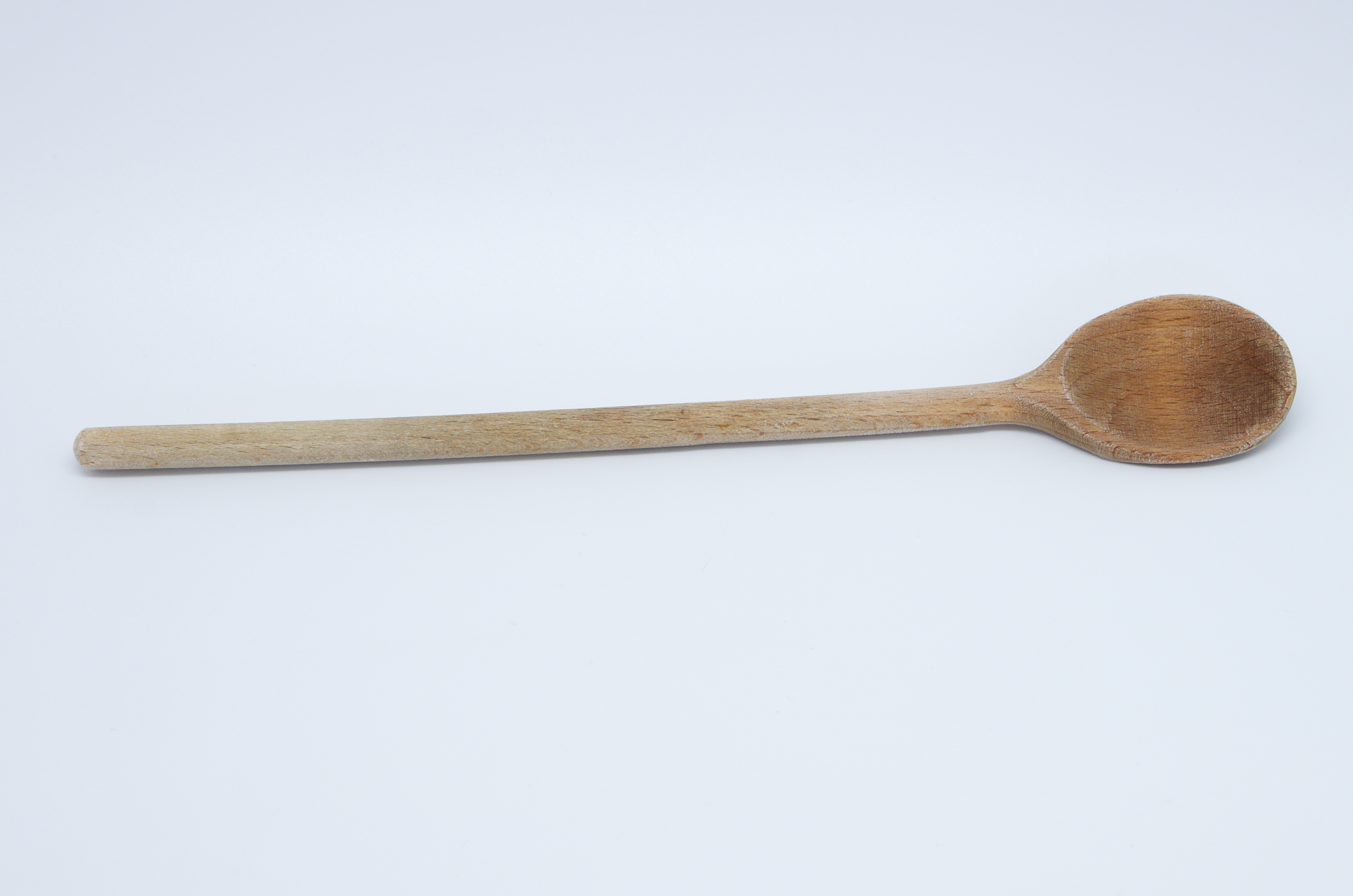
Cucchiaio di legno

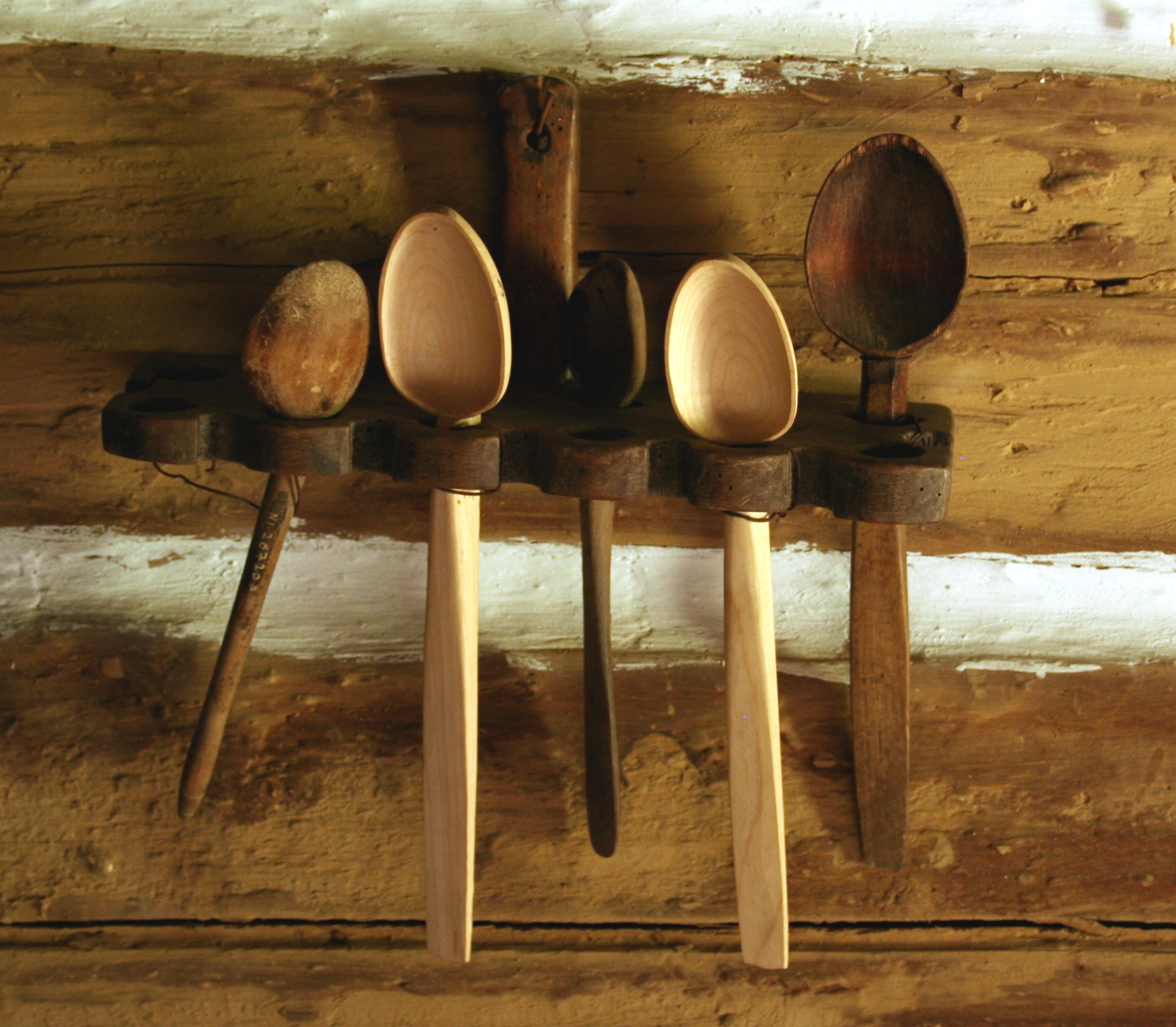
Cucchiai di legno da tavola

Il cucchiaio di legno è una posata tradizionalmente usata in cucina. Realizzato in un pezzo unico di legno duro, privo di tannino, solitamente di faggio, o in essenze aromatiche come il legno di ginepro, la tradizione vuole che il profumo del legno passi ai cibi rendendoli migliori.
Un tempo il cucchiaio di legno era utilizzato anche come cucchiaio da tavola, oggi viene quasi esclusivamente usato come cucchiaio di servizio per mescolare sughi o soffritti, per preparare il risotto, in pasticceria per montare e addensare o come posata da insalata.
Permette di manipolare il contenuto nelle pentole con fondo rivestito in teflon senza danneggiarlo.